# Belén (Costa Rica)
Belén è un distretto della Costa Rica facente parte del cantone di Carrillo, nella provincia di Guanacaste.